# Masuda (istimrari)
Masuda fou un estat tributari protegit, del tipus istimrari, feudatari de Jodhpur. Estava format per 26 pobles amb uns ingressos de 100.000 rupies. Estava al districte d'Ajmer sota autoritat britànica i el governava un thakur rathor del subclan mèrtia jagmalot. El va fundar el thakur Hanwant Singh, net de Rao Viram Deo de Merta, al seu torn net de Rao Jodha de Jodhpur. Per un temps el 1821 i fins al 1824 va tenir el domini de la meitat del subdistricte de British Merwara. Els thakurs foren :
- Thakur Hanwant Singh,
- Thakur Mohan Singh (fill)
- Thakur Sultan Singh
- Thakur Jai Singh (fill)
- Thakur Shyam Singh (fill)
- Thakur Ratan Singh (fill)
- Thakur Bhairon Singh (fill)
- Thakur Devi Singh (fill) vers 1819
- Thakur Shivnath Singh (fill adoptat, fill biològic de thakur Padam Singh (germà de Devi Singh)), married and had adoptive issue.
- Rao Saheb Bahadur Singh (adoptat, fill de Thakur Rirmal Singh, fill al seu torn del Devi Singh germà de Bhairon Singh) vers 1877
- Rao Saheb Vijay Singh (fill?) vers 1921
- Rao Saheb Narayan Singh (fill) vers 1955